# Formica integroides
Formica integroides é uma espécie de formiga do gênero Formica, pertencente à subfamília Formicinae.